# Shihan
Shihan (師範) är en japansk instruktörstitel som ofta används inom budo. Ordet betyder mästare eller förebild – någon att ta efter. Olika budoarter och -organisationer använder titeln på olika sätt. I allmänhet är dock shihan en hög titel som det tar många år att uppnå. 
Ibland förknippas titeln med särskilda befogenheter, såsom att dela ut dangrader i organisationens namn. I väst vill många gärna se exakta specifikationer på vad som krävs för att räknas som en shihan, men i Japan kan det vara ganska dunkelt vad som avgör om en person är shihan. Exempelvis är hederstitlar som Soke och Honbucho även förenade med ett konkret ansvar för ett geografiskt område eller en viss huvudaktivitet, vilket även innefattar ekonomiska åtaganden och redovisningsskyldighet. Något sådant ansvar har dock inte en shihan, men inget hindrar att en titel kombineras med en annan.

## Shogo-systemet
Shogo (称号) är ett system av instruktörstitlar som upprättades av Dai Nippon Butōku Kai (DNBK, etablerad 1895 i Kyoto). Det består av tre grader — renshi, kyoshi och hanshi. En shogo-titel baseras på individens kunskaper, undervisningsförmåga och personliga karaktär, och utdelas inte automatiskt efter stigande grad eller senioritet.

## Exempel på organisationsspecifik praxis
Inom Bujinkan har det hävdats att en person har blivit shihan när andra shihan har börjat kalla personen för shihan. Emellertid är det också vanligt inom samma organisation att kalla personer som uppnått graden tionde dan för shihan – åtminstone om denne är japan. 
Inom aikidoorganisationen Aikikai har japaner ofta betraktats som shihan när de uppnått sjätte dan. Det var dock länge oklart huruvida västerlänningar med samma grad var shihan eller inte. Slutligen beslöt organisationen att det för västerlänningar inte räcker med enbart sjätte dan för att räknas som shihan, utan även en särskild utnämning till titeln. Shihan kan endast utnämnas av Hombu dōjō.
Den första gången västerländska aikidoutövare officiellt utnämndes till shihan var vid Kagamibiraki 2002, då följande sju personer tilldelades titeln – Frank Doran (USA), Robert Nadeau (USA), William Witt (USA), Christian Tissier (Frankrike), Paul Lee (Taiwan), Kenneth Cottier (England), samt Jan Hermansson (Sverige).
Traditionellt har den som blivit shihan haft rätt att dangradera, men det är numera hårdare reglerat av Hombu dojo, så det är inte alls givet – framför allt inte utanför den organisation en shihan hör hemma i.
Inom svensk aikido fanns år 2013 fem personer med shihan – Jan Hermansson, utnämnd 2002, Ulf Evenås (2007), Urban Aldenklint och Stefan Stenudd (2010), samt Jan Nevelius (2013).